# Томас Греј
Томас Греј (енгл. Thomas Gray; Лондон, 26. децембар 1716 — Кембриџ, 30. јул 1771) је био енглески песник аутор песме „Елегија написана на сеоском гробљу“, која се сматра једном од најлепших песама написаних на енглеском језику. Умро је 30. јула 1771. године.